# 3928 Ранда
3928 Ранда (3928 Randa) — астероїд головного поясу, відкритий 4 серпня 1981 року.
Тіссеранів параметр щодо Юпітера — 3,606.